# Kommissar Wallander: Lektionen der Liebe
Kommissar Wallander: Lektionen der Liebe ist ein von der BBC produzierter Kriminal-Fernsehfilm aus dem Jahr 2015 mit Kenneth Branagh in der Hauptrolle des Kommissars Kurt Wallander. Es handelt sich um die zweite Folge der vierten Staffel, also die insgesamt elfte Folge der Kommissar Wallander-Reihe und um eine Verfilmung des Wallander-Romans Der Feind im Schatten von Henning Mankell.
Die Premiere der deutschsprachigen Version erfolgte am 26. Dezember 2015, die der englischsprachigen Originalversion am 29. Mai 2016.

## Handlung
Als Wallander eines Abends nach einem Theaterbesuch zu seinem Auto will, wird er auf dem einsamen Parkplatz von drei unbekannten Motorradfahrern verprügelt. Sobald er in der Folgezeit auf die Wunden angesprochen wird, denkt er sich Ausreden aus.
Wallander verbringt eine angenehme Zeit mit Tochter Linda, Enkeltochter Karla, Lindas Ehemann Hans von Enke und ihrem Schwiegervater Hakan von Enke, der ihn zu seinem Geburtstag einlädt.
Während seiner Autofahrt zur Arbeit wird Wallander von einer Reihe Motorradfahrern überholt. Auf dem Polizeirevier erfährt Wallander von einem Vermisstenfall; in einem Altenheim ist eine ältere Frau verschwunden. Die Familie der vermissten Anita kennt noch Wallanders Vater. Anita befindet sich in einem aufgelösten Zustand, nachdem sie auf dem Feld die Leiche einer erstochenen Frau, Erika Hjelmqvist, gefunden hat.
Als Wallander ihre Adresse aufsucht, findet er heraus, dass jemand in ihrem Haus eingebrochen ist. Von Erikas Tochter fehlt jede Spur. Nachbarn von Erika erzählen Wallander, dass es Streit mit einer Motorradgang gegeben hat, denen Erikas Mann ein Jahr vor seinem Tod einen Hof vermietet hat. Wallander sucht den Hof auf, seine Befragung eines der Gangmitglieder ergibt nichts Konkretes. In der Nacht ist ein Fremder auf Wallanders Grundstück unterwegs.
Die im Haus Hjelmqvist gefundenen Blutspuren stammen von einer Mutter und ihrer Tochter, die gefundenen Fingerabdrücke Erika und Hannah. Hannah hatte als Kind ein paar Jahre in einer Pflegefamilie verbracht, weil Erika an einer postnatalen Depression gelitten hatte. Erika wollte mit Hilfe eines Anwaltes die Räumung des Hofes durch die Motorradgang erreichen. Ihr Mann hatte nur an Gustav Eriksson vermietet, ohne zu ahnen, dass dieser seine Motorradfreunde mitnehmen würde. Erikas Räumungsklage stand kurz vor dem Abschluss. Wallander beantragt einen Durchsuchungsbeschluss gegen die Motorradgang. Hannahs Pflegebruder Stefan erkundigt sich nach Hannah.
Wallander lässt sich wegen Schwindelanfällen und Momenten der Verwirrtheit ärztlich untersuchen. Der Arzt beruhigt ihn, er solle sich nicht zu viel Sorgen machen.
Als sich bei der Durchsuchung des Hofes in einem Müllbeutel ein in einer Serviette eingewickeltes Messer findet, wird Eriksson handgreiflich und kann gerade noch zurückgehalten werden. Die Polizei nimmt Erikssons Sohn Pontus fest. Das Messer stellt sich als die Tatwaffe heraus.
Als Wallander Hakans Geburtstagsfeier besucht, kommt dieser auf einen Vorfall von Oktober 1982 zu sprechen, als ein russisches U-Boot in schwedisches Hoheitsgebiet eingedrungen ist. Es gab eine Anweisung von oben, das U-Boot unbehelligt zu lassen, weil man keinen Vorfall provozieren wollte, was Hakan für den größten Verrat in der schwedischen Geschichte hält.
Pontus Ericsson verweigert jede Aussage. Wallander beschließt, Hannahs ehemalige Pflegefamilie aufzusuchen, weil Hannah dorthin geflohen sein könnte. Hannahs damalige Pflegemutter Maja weiß nichts Neues zu berichten; Sie hat Hannah regelmäßig geschrieben, die aber nie geantwortet habe; ihr Mann Rasmus, Hannahs Pflegevater, ist in der Zwischenzeit verstorben. Von Hjelmqvists Nachbar erfährt Wallander, dass das Verhältnis zwischen Hannah und Erika nicht besonders gut war. Als Wallander Eriksson fragt, ob Hannah und Pontus eine Beziehung hatten, wird Eriksson wieder ausfallend.
Wallander bekommt überraschend Besuch von seiner ehemaligen Geliebten Baipa Liepa. Als er ihr von seinem Fall erzählt, zitiert sie Karius, der sagte, dass Liebe der einzige Grund ist, warum Menschen töten.
Wallander besucht ein Klavierkonzert von Baipa. Als er mit ihr nach Ystad zurückfährt, ist die Feuerwehr bei ihm zuhause, nachdem in seiner Küche ein Feuer ausgebrochen ist. Wallander vermutet einen Anschlag der Motorradgang. In der Zwischenzeit bringt Eriksson eine Schachtel mit einer Hundepuppe und Briefen von Hannah vorbei, die er bei Pontus gefunden hat. Die Briefe sind an Hannahs Pflegebruder Stefan adressiert. Stefan gibt zu, dass Hannah ihn aufgesucht hat, weil sie wieder zu ihren Pflegeeltern zurück wollte; Hannah war ganz niedergeschlagen, im Nachhinein von Rasmus' Tod erfahren zu müssen. Allem Anschein nach hat Erika jeden Kontakt zwischen Hannah und ihrer Pflegefamilie verhindert. Wallander befragt Pontus und hat diesmal Erfolg. Hannah hatte nach dem Streit mit ihrer Mutter bei Pontus Hilfe gesucht; jetzt befindet sie sich in einem Wohnwagen bei den Gewächshäusern. Vor Ort finden Wallander und seine Kollegen den Wohnwagen ausgebrannt vor; Wallander lässt nach Hannah fahnden.
Da bekommt Wallander einen Anruf von seinem Arzt, der gerne mit Wallander über seine Bluttests reden würde.
Auf seiner Heimfahrt nach Ystad nimmt Wallander eine junge Anhalterin mit. Sie sieht seinen Polizeiausweis im Auto liegen und ergreift die Flucht, als Wallander an der Tankstelle tankt. Als Wallander die Flucht bemerkt, ahnt er, dass die junge Anhalterin Hannah war. Wallander schafft es, Hannah einzuholen. Auf dem Revier gesteht Hannah, wie sie Erika erstochen hat.
Auf dem Heimweg besucht Wallander eine Pizzeria.
Am nächsten Tag wird Wallander von seinem Vorgesetzten damit konfrontiert, das er in der Pizzeria seine geladene Pistole auf einem Sitzplatz hat liegen lassen; ein kleines Mädchen hat sie gefunden. Wallander wird vom Dienst suspendiert.
Wallander muss sich noch Untersuchungen unter anderem im MRT unterziehen.

## Kritiken
„Routinierter (Fernseh-)Krimi um Henning Mankells charismatische Polizeifigur, überzeugend interpretiert von Kenneth Branagh. - Ab 16.“